# Surreëel getal
De surreële getallen vormen een uitbreiding van de reële getallen. Net als de reële getallen vormen de surreële getallen een totaal geordend lichaam/veld. Samen met de reële getallen behoren ook de oneindig kleine en de oneindig grote elementen tot de surreële getallen. In zekere zin vormen de surreële getallen de grootst mogelijke van al dergelijke uitbreidingen.
De surreële getallen kunnen opgebouwd worden vanuit de lege verzameling, door toepassing van Dedekindsneden, een principe dat ook ten grondslag ligt aan de reële getallen. In een oneindige reeks tussenstappen worden voortdurend nieuwe getallen gedefinieerd in termen van eerder gedefinieerde.
Surreële getallen werden in 1969 ontdekt door de Engelse wiskundige John Conway als een nevenresultaat van onderzoek naar de structuur van een bepaalde klasse van wiskundige spellen. De uitdrukking surreële getallen werd in 1973 bedacht door Donald Knuth en gebruikt in zijn novelle 'Surreal Numbers' (1974). Deze uitdrukking werd later ook door Conway gebruikt.

## Constructie en ordening
De grondgedachte achter de constructie van de surreële getallen is het principe van de snede van Dedekind. Een nieuw getal wordt gevormd door twee verzamelingen {\displaystyle L} en {\displaystyle R} van al bestaande getallen aan te geven die het nieuwe getal benaderen. De verzameling {\displaystyle L} bestaat uit getallen die kleiner zijn dan het nieuwe getal en de verzameling {\displaystyle R} uit getallen die groter zijn. Zo'n nieuw getal wordt genoteerd als {\displaystyle \{L|R\}} met de eis dat elk element van {\displaystyle L} kleiner moet zijn dan elk element van {\displaystyle R}. Zo is {\displaystyle \{\{1,2\}|\{5,8\}\}} een geldige constructie van een bepaald getal tussen 2 en 5; welk dat is, zal later uitgelegd worden. Het is uitdrukkelijk toegestaan dat {\displaystyle L} of {\displaystyle R} leeg is. Het getal {\displaystyle \{L|\{\}\}} wordt opgevat als een getal groter dan elk getal in {\displaystyle L} en {\displaystyle \{\{\}|R\}} als een getal kleiner dan elk getal in {\displaystyle R}. Deze manier van construeren is dus recursief. Er is daarom ook een regel nodig om de nieuwe getallen met elkaar te vergelijken, dat wil zeggen ook de ordeningsrelatie {\displaystyle \leq } die voor de toepassing van de constructieregel nodig is, moet recursief gedefinieerd worden.
Er zijn dus twee definities nodig om een oneindige, totaal geordende klasse getallen te genereren, waarop dan later bewerkingen worden gedefinieerd.

### Definities
1. Constructie: Twee verzamelingen {\displaystyle L_{x}} en {\displaystyle R_{x}} van reeds bestaande getallen bepalen een nieuw getal {\displaystyle x}, genoteerd als {\displaystyle \{L_{x}|R_{x}\}}, als voor geen van de elementen {\displaystyle x_{L}\in L_{x}} en {\displaystyle x_{R}\in R_{x}} geldt: {\displaystyle x_{R}\leq x_{L}}. Alle elementen uit {\displaystyle R} zijn groter dan alle elementen van {\displaystyle L}.
2. Ordening: Het getal {\displaystyle x} is kleiner dan of gelijk aan het getal {\displaystyle y}, genoteerd als {\displaystyle x\leq y}, als elk element {\displaystyle x_{L}\in L_{x}} kleiner is dan {\displaystyle y} en {\displaystyle x} op zijn beurt kleiner is dan elk element {\displaystyle y_{R}\in R_{y}}.

Dit wordt als volgt genoteerd:
{\displaystyle \forall x,y:}
1. {\displaystyle x=\{L_{x}|R_{x}\}}, met {\displaystyle \forall x_{L}\in L_{x},\forall x_{R}\in R_{x}:x_{L}<x_{R}}
2. {\displaystyle x\leq y\iff \forall x_{L}\in L_{x},\forall y_{R}\in R_{y}:x_{L}<y} en {\displaystyle x<y_{R}}

In deze en volgende formules betekent {\displaystyle x\leq y} hetzelfde als {\displaystyle y\geq x}. Verder betekenen zowel {\displaystyle x<y} als {\displaystyle y>x} dat het niet zo is dat {\displaystyle x\geq y}, dus {\displaystyle x\not \geq y}. Ten slotte schrijft men {\displaystyle x=y} als afkorting voor {\displaystyle x\leq y} en {\displaystyle y\leq x}. Het symbool {\displaystyle \forall } is de al-kwantor en {\displaystyle \exists } de  existentiekwantor.
Om de notatie zo licht mogelijk te houden, wordt zo veel mogelijk vermeden de verzamelingen {\displaystyle L_{x}} en {\displaystyle R_{x}} nog te vermelden in formules. In plaats daarvan schrijft men {\displaystyle x_{L}} en {\displaystyle x_{R}} als een verwijzing naar een typisch element uit deze verzamelingen. De eerste definitie hierboven wordt dan {\displaystyle x=\{x_{L}|x_{R}\},} met {\displaystyle x_{L}<x_{R}}.
{\displaystyle \{\{x_{1},x_{2},x_{3}\}|\{x_{4},x_{5},x_{6}\}\}} wordt genoteerd als {\displaystyle \{x_{1},x_{2},x_{3}|x_{4},x_{5},x_{6}\}}.

### Recursiviteit
Zowel de constructie als de ordening van getallen zijn recursief gedefinieerd. Dit wil zeggen dat ze steunen op het bestaan en de ordening van vooraf gedefinieerde getallen. Meestal worden recursieve definities aangevuld met een aparte definitie die de begintoestand vastlegt. Voor de surreële getallen is dat niet nodig, omdat voor {\displaystyle L_{x}} en {\displaystyle R_{x}}, zelfs al is geen enkel ander getal bekend, altijd de lege verzameling {\displaystyle \varnothing } gebruikt kan en mag worden. Men vindt zo als allereerste getal {\displaystyle \{\varnothing |\varnothing \}}, of eenvoudiger genoteerd {\displaystyle \{~|~\}}. Dit getal wordt geïdentificeerd met nul. {\displaystyle 0=\{\varnothing |\varnothing \}}
Nu worden twee nieuwe getallen gedefinieerd door 0 op te nemen in {\displaystyle L_{x}} of {\displaystyle R_{x}}. Het getal {\displaystyle \{0\mid \ \}} met {\displaystyle L_{x}=\{0\}} en {\displaystyle R_{x}=\varnothing } wordt geïdentificeerd met {\displaystyle 1}, en {\displaystyle \{\ \mid 0\}} met {\displaystyle -1}. Merk op dat {\displaystyle x=\{0|0\}} geen geldig getal voorstelt. De reden is dat {\displaystyle 0=0}, zodat aan de voorwaarde in definitie (1) niet voldaan is. Zolang een van de verzamelingen {\displaystyle L_{x}} of {\displaystyle R_{x}} echter leeg is, is die voorwaarde zonder voorwerp. Zo kan een eindeloze reeks nieuwe getallen gedefinieerd worden van de vorm {\displaystyle 2=\{0,1\mid \ \}}, {\displaystyle 3=\{0,1,2\mid \ \}}, {\displaystyle 4=\{0,1,2,3\mid \ \}}, enzovoort. Het zou naïef zijn te denken dat zo alleen maar een kopie van de natuurlijke getallen ontstaat. Er is immers geen enkele reden voor waarom de constructie van getallen niet kan worden voortgezet met een oneindige verzameling voor {\displaystyle L_{x}}. Zo krijgt men een eerste oneindig groot getal
{\displaystyle \omega =\{0,1,2,3,\ldots |~\},}
direct gevolgd door
{\displaystyle \omega +1=\{0,1,2,3,\ldots ,\omega |~\},}
{\displaystyle \omega +2=\{0,1,2,3,\ldots ,\omega ,\omega +1|~\},}
{\displaystyle \omega +3=\{0,1,2,3,\ldots ,\omega ,\omega +1,\omega +2|~\},}
{\displaystyle \dots }
en zo verder. Daarna komt
{\displaystyle 2\omega =\{0,1,2,\ldots ,\omega ,\omega +1,\omega +2,\ldots |~\},}
{\displaystyle 3\omega ,4\omega ,\ldots ,\omega ^{2},\ldots }
in een nooit eindigende reeks van steeds grotere, oneindige getallen.
Dit is de klassieke constructie van Georg Cantor voor de klasse {\displaystyle \mathbf {On} } van alle ordinaalgetallen. Het is bekend dat de ordinaalgetallen geen gewone verzameling vormen, maar een zogenaamde eigenlijke klasse. Intuïtief uitgedrukt betekent dit dat het aantal elementen zo groot is dat het niet meer gemeten kan worden door enig transfiniet kardinaalgetal. Eigenlijke klassen kunnen in tegenstelling tot gewone verzamelingen niet vrijelijk gebruikt worden bij de constructie van grotere verzamelingen zonder te vervallen in logische paradoxen. Aangezien de surreële getallen alle ordinaalgetallen omvatten, vormen de surreële getallen eveneens een eigenlijke klasse. Eigenlijke klassen worden door Conway systematisch met hoofdletters aangeduid. De surreële getallen vormen dus geen gewoon veld/lichaam, maar eerder een Veld/Lichaam.
Tot nu zijn alleen getallen geconstrueerd met {\displaystyle R_{x}=\varnothing }. Kiest men voor {\displaystyle L_{x}} de lege verzameling, dan vindt men 'negatieve ordinaalgetallen', die niet voorkomen in het systeem van Cantor. Nog vreemdere getallen ontstaan als zowel {\displaystyle L_{x}} als {\displaystyle R_{x}} niet-leeg gekozen worden. Zonder in detail te gaan toch enkele voorbeelden:
- de getallen {\displaystyle 1/2^{n}~(n=1,2,\ldots )} kunnen achtereenvolgens geconstrueerd worden als

{\displaystyle \{0|1\},\{0|1/2,1\},\{0|1/4,1/2,1\},\ldots }
- men krijgt oneindig kleine getallen door in {\displaystyle R_{x}} willekeurig kleine getallen op te nemen:

{\displaystyle 1/\omega =\{0|\ldots ,1/4,1/2,1\}}
- en nog kleiner kan ook:

{\displaystyle 1/2\omega =\{0|1/\omega ,\ldots ,1/4,1/2,1\}}
- oneindige getallen, groter dan elk natuurlijk getal, maar kleiner dan {\displaystyle \omega }, dat traditioneel als het 'kleinste' oneindig getal wordt beschouwd, zijn er ook:

{\displaystyle \omega -1=\{0,1,2,\ldots |\omega \}}
{\displaystyle \omega -2=\{0,1,2,\ldots |\omega -1,\omega \}}
{\displaystyle \dots }
{\displaystyle \omega /2=\{0,1,2,\ldots |\ldots ,\omega -2,\omega -1,\omega \}}
{\displaystyle \dots }

### Verificatie van de orde-eigenschappen
In definitie (1) en (2) worden de symbolen '{\displaystyle <}' en '{\displaystyle \leq }' gebruikt, en het is zonder meer de bedoeling dat men deze interpreteert als de gebruikelijke ordeningssymbolen 'kleiner' en 'kleiner dan of gelijk' voor getallen. Nochtans moet een tweeplaatsige relatie aan enkele fundamentele eigenschappen, zoals transitiviteit, voldoen waarover in de definities niet gesproken wordt. Het is een kenmerk van Conways theorie dat deze eigenschappen slechts op impliciete wijze in de definities vervat zijn. Bij de opbouw van de theorie moet men dan ook voorzichtig zijn dat men geen 'evidente' eigenschappen van de orderelatie gebruikt voordat ze bewezen zijn.
Dat de orde '{\displaystyle \leq }' een totale orde is op de surreële getallen is niet evident, aangezien definitie (2) a priori niet uitsluit dat twee getallen {\displaystyle x} en {\displaystyle y} noch in de ene, noch in de andere richting in een orderelatie staan tot elkaar. Er zijn drie stellingen nodig om dit te bewijzen:

#### Stelling 1
1. {\displaystyle \forall x,\forall x_{L},\forall x_{R}:x_{L}<x<x_{R}}
2. {\displaystyle \forall x:x\leq x}

Merk op dat hieruit direct volgt dat {\displaystyle x=x}. De stelling toont dat elk nieuw getal tussen zijn linker- en rechteropties geplaatst moet worden. Om deze stelling te bewijzen gebruikt men transfiniete inductie. Dit houdt in dat men veronderstelt dat stelling 1 reeds juist is voor alle getallen {\displaystyle y} die voor {\displaystyle x} geconstrueerd werden. In het bijzonder neemt men aan dat {\displaystyle x_{L}\leq x_{L}} en dat {\displaystyle x_{R}\leq x_{R}}. In een klassiek bewijs door inductie moet vooraf nog bewezen worden dat de stelling juist is voor een of andere startwaarde van de veranderlijken. In de theorie van Conway is dit onnodig, omdat alle getallen uiteindelijk teruggaan op de lege verzameling en aan een hypothetisch element van de lege verzameling elke denkbare eigenschap toegekend mag worden.
Bewijs
Uit het ongerijmde: Stel dat {\displaystyle \exists x_{L}:x\leq x_{L}}. Volgens definitie (1) betekent dit dat {\displaystyle \forall x'_{L}:x'_{L}<x_{L}}, en in het bijzonder {\displaystyle x_{L}<x_{L}}, wat in tegenspraak is met onze inductiehypothese. Analoog leidt de veronderstelling dat {\displaystyle \exists x_{R}:x_{R}\leq x} eveneens tot een tegenspraak en is (1) bewezen.
Stel vervolgens dat {\displaystyle \exists x:x<x}. Volgens definitie (2) geldt dan dat {\displaystyle \exists x_{L}:x\leq x_{L}} of {\displaystyle \exists x_{R}:x_{R}\leq x}. Maar beide zijn in tegenspraak met (1). Hiermee is stelling 1 volledig bewezen.
Merk op dat dit bewijs vraagt dat zowel (1) als (2) van stelling 1 bewezen worden. Ook de gebruikte inductieredenering is bijzonder. In laatste instantie komt die erop neer dat een hypothetisch tegenvoorbeeld voor de te bewijzen stelling nieuwe tegenvoorbeelden oplevert van steeds vroeger en vroeger geconstrueerde getallen. Logisch verder redenerend komt men uiteindelijk tot de conclusie dat een uitspraak van de vorm
{\displaystyle \exists x\in \emptyset :\ldots }
waar moet zijn. Maar dat is absurd aangezien een lege verzameling geen elementen heeft.

#### Stelling 2
De orderelatie {\displaystyle \leq } is transitief op de surreële getallen, d.w.z.:
{\displaystyle \forall x,y,z:x\leq y{\mbox{ en }}y\leq z\Rightarrow x\leq z}
Bewijs
Wegens inductie mag veronderstellen worden dat de stelling waar is zodra ook maar een van de getallen {\displaystyle x,\,y} of {\displaystyle z} vervangen wordt door een eerder geconstrueerd getal. Stel dus, voor een tegenspraak, dat {\displaystyle x\leq y} en {\displaystyle y\leq z} maar {\displaystyle x\not \leq z}. Wegens definitie (2) geldt dan dat
{\displaystyle \exists x_{L}:z\leq x_{L}} of {\displaystyle \exists z_{R}:z_{R}\leq x}.
In het eerste geval krijgen we dat {\displaystyle y\leq z\leq x_{L}}. Wegens inductie volgt hieruit dat {\displaystyle y\leq x_{L}}. Maar dat is in tegenspraak met {\displaystyle x\leq y}, want dat laatste houdt in (definitie (2)) dat {\displaystyle \forall x_{L}:x_{L}<y}. Analoog leidt het tweede geval tot {\displaystyle z_{R}\leq x\leq y}, waaruit, wegens inductie, {\displaystyle z_{R}\leq y}, hetgeen in tegenspraak is met {\displaystyle y\leq z}. Hiermee is ook stelling 2 bewezen.

#### Stelling 3
De orderelatie {\displaystyle \leq } is totaal op de surreële getallen, d.w.z.:
{\displaystyle \forall x,y:x\leq y{\mbox{ of }}y\leq x}.
Bewijs
Eerst bewijst men het speciale geval waarin {\displaystyle y} een van de opties {\displaystyle x_{L}} of {\displaystyle x_{R}} van {\displaystyle x} is. Stel dat {\displaystyle y=x_{L}}. Omdat {\displaystyle x_{L}<x}, m.a.w. {\displaystyle x\not \leq x_{l}}, moet bewezen worden dat {\displaystyle x_{L}\leq x}. Formuleer opnieuw een inductiehypothese, in dit geval dat {\displaystyle x_{LL}\leq x_{L}}. Stel dan dat {\displaystyle x_{L}\not \leq x}. Dan geldt volgens definitie (2) ofwel dat {\displaystyle \exists x_{LL}:x\leq x_{LL}}, ofwel dat {\displaystyle \exists x_{R}:x_{R}\leq x_{L}}. In het eerste geval volgt, wegens inductie en de transitieve eigenschap, dat {\displaystyle x\leq x_{L}}, in tegenspraak met stelling 1. En het tweede geval {\displaystyle (\exists x_{R}:x_{R}\leq x_{L})} is in tegenspraak met de voorwaarde in definitie (1) van getallen. Hieruit volgt dus dat {\displaystyle x_{L}\leq x}, en geheel analoog dat ook {\displaystyle x\leq x_{R}}.
Het algemene geval is nu eenvoudig. Stel dat {\displaystyle x} en {\displaystyle y} twee getallen zijn en dat {\displaystyle y\not \leq x}. Als {\displaystyle \exists y_{L}:x\leq y_{L}}, is wegens {\displaystyle y_{L}\leq y} en de distributiviteit ook {\displaystyle x\leq y}. Als {\displaystyle \exists x_{R}:x_{R}\leq y}, is wegens {\displaystyle x\leq x_{R}} en de distributiviteit opnieuw {\displaystyle x\leq y}. Hiermee is ook stelling 3 volledig bewezen.
Nu alle eigenschappen van de orderelatie geverifieerd zijn, mag men ongelijkheden precies zo behandelen als in de meer vertrouwde context van de reële getallen. Zo zijn er de transitieve eigenschappen van de vorm
{\displaystyle x<y\ } en {\displaystyle \ y<z\Rightarrow x<z}
{\displaystyle x<y\ } en {\displaystyle \ y\leq z\Rightarrow x<z}
Verder is het eenvoudig na te gaan dat in alle voorbeelden van getallen in de sectie over recursiviteit de voorwaarde {\displaystyle x_{L}<x_{R}} in definitie (1) wel degelijk voldaan is.

### Gelijkheid en identiteit
Een derde kenmerk van Conways theorie van getallen is dat gelijkheid een gedefinieerd begrip is, dat moet onderscheiden worden van identiteit. Identiteit  van twee getallen {\displaystyle x} en {\displaystyle y}, genoteerd als {\displaystyle (x\equiv y)}, betekent:
{\displaystyle (x\equiv y)} als {\displaystyle L_{x}=L_{y}} en {\displaystyle R_{x}=R_{y}}
(als verzamelingen, als zij met andere woorden dezelfde elementen bevatten). Daarentegen betekent gelijkheid van twee getallen,
{\displaystyle x=y}
niets meer of minder dan dat aan beide ongelijkheden {\displaystyle x\leq y} en {\displaystyle y\leq x} is voldaan. Het is niet moeilijk een voorbeeld te vinden dat het verschil tussen gelijkheid en identiteit illustreert. Stel namelijk
{\displaystyle x=\{1/2|2\}}, met {\displaystyle 1/2\equiv \{0|1\}} en {\displaystyle 2\equiv \{1|~\}}.
Stelling 1 toont aan dat {\displaystyle x} tussen 1/2 en 2 gelegen is, zodat men zou kunnen denken dat {\displaystyle x=5/4}, het rekenkundig gemiddelde van {\displaystyle x_{L}} en {\displaystyle x_{R}}. 
Dat blijkt echter niet het geval te zijn. Er geldt namelijk, zoals hieronder bewezen wordt, dat {\displaystyle x=1\equiv \{0|~\}}, hoewel {\displaystyle x\not \equiv 1}.
Voor een {\displaystyle x>1} bestaat er een {\displaystyle x_{L}} zodat {\displaystyle 1\leq x_{L}} (maar de enige {\displaystyle x_{L}} hier is {\displaystyle 1/2=\{0|1\}<1} wegens stelling 1) of een {\displaystyle 1_{R}\leq x}. 
(maar deze ongelijkheid is zonder voorwerp, want {\displaystyle R_{1}=\varnothing }) en er volgt dat {\displaystyle x\leq 1}. Voor een {\displaystyle x<1} bestaat er {\displaystyle 1_{L}} zodat {\displaystyle x\leq 1_{L}} (maar de enige {\displaystyle 1_{L}\,} is 0<x) of een {\displaystyle x_{R}\leq 1} (maar de enige {\displaystyle x_{R}} is 2>1) 
dus is ook {\displaystyle 1\leq x}. Deze twee ongelijkheden samen maken dat {\displaystyle x=1}.
De gelijkheid is een equivalentierelatie op {\displaystyle \aleph _{0}} en een getal in de theorie van Conway is dus Equivalentieklasse (met hoofdletter!) van deze relatie.

## Optelling voor surreële getallen

### Definitie
De optelling van getallen wordt eveneens recursief gedefinieerd.
{\displaystyle \forall x,y:x+y=\{x_{L}+y,x+y_{L}|x_{R}+y,x+y_{R}\}}

#### Voorbeelden
- 1+1={0| }+{0| }={1+0,0+1| }, en als we aannemen dat 0 neutraal is krijgen we 1+1={1| }, het getal dat we eerder reeds met 2 hebben geïdentificeerd.
- 1+1/2 = {0| } + {0|1} = {0+1/2,1+0|1+1}={1/2,1|2}={1|2}
- 1/2 + 1/2 = {0|1}+{0|1}= {0+1/2,1/2+0|1+1/2,1/2+1}={1/2|{1|2}}, en je kan nagaan dat dit laatste in een gelijkheidsrelatie staat tot {0| }=1.

Het is duidelijk dat de verdienste van Conway's theorie niet ligt in de eenvoud van het rekenwerk.

### Groepseigenschappen
De meeste groepseigenschappen laten zich gemakkelijk bewijzen door inductie. Twee eenvoudige voorbeelden moeten hier volstaan:
- Nul is neutraal voor de optelling:

{\displaystyle 0+x=\{0+x_{L}|0+x_{R}\}=\{x_{L}|x_{R}\}=x}
- Commutativiteit:

{\displaystyle x+y=\{x_{L}+y,x+y_{L}|x_{R}+y,x+y_{R}\}=\{y+x_{L},y_{L}+x|y+x_{R},y_{R}+x\}=y+x}
In Conway's terminologie zijn dit 1-lijnsbewijzen: men herleidt een eigenschap van {\displaystyle x,y,\dots } tot een analoge eigenschap voor de opties {\displaystyle x_{L},y_{L},\ldots } en {\displaystyle x_{R},y_{R},\ldots } met de definitie, waarna de eigenschap geldt wegens inductie. Het ene lijntje voor associativiteit is net zo eenvoudig als dat voor commutativiteit, maar wel een stuk langer en we laten het hier achterwege.
Dat elk getal ook een tegengestelde heeft voor de optelling is iets moeilijker. Dat hoeft niet te verbazen. Elke eigenschap van getallen die enkel met al-quantoren kan geschreven worden laat zich door inductie herleiden tot een eigenschap van de lege verzameling, en is daardoor makkelijk te bewijzen. De vraag naar het bestaan van een getal {\displaystyle x} met deze of gene eigenschappen is een stuk moeilijker, omdat het niet altijd evident is met welke verzamelingen {\displaystyle L_{x}} en {\displaystyle R_{x}} het gevraagde getal geconstrueerd is. Voor de constructie van het getal {\displaystyle -x} valt het nog mee, maar we onthouden ons van details:

#### Definitie
{\displaystyle \forall x:-x=\{-x_{R}|-x_{L}\}}
Voorbeeld: {\displaystyle {\frac {3}{2}}=-\{1|2\}=\{-2|-1\}}
De gebruikelijke eigenschappen van tegengestelde getallen zijn dan af te leiden.

## Vermenigvuldiging voor surreële getallen

### Definitie
Ook het product van surreële getallen krijgt een recursieve definitie:
{\displaystyle \forall x,y:xy=\{x_{L}y+xy_{L}-x_{L}y_{L},x_{R}y+xy_{R}-x_{R}y_{R}|x_{L}y+xy_{R}-x_{L}y_{R},x_{R}y+xy_{L}-x_{R}y_{L}\}}
Om enig inzicht in deze definitie te krijgen, is ervaring met de gebruikelijke definities en eigenschappen van getallen onontbeerlijk. Aangezien reeds bekend is dat 
{\displaystyle x_{L}<x<x_{R}} en {\displaystyle y_{L}<y<y_{R}}
moet ook
{\displaystyle (x-x_{L})(y-y_{L})>0}
Deze ongelijkheid kan herschreven worden tot
{\displaystyle x_{L}y+xy_{L}-x_{L}x_{L}<xy},
wat een van de linker-opties van {\displaystyle xy} verklaart. 
Herschrijft men
{\displaystyle (x-x_{L})(y-y_{R})<0}
als
{\displaystyle xy<x_{L}y+xy_{R}-x_{L}y_{R}}
dan vindt men de motivatie voor een van de rechteropties van {\displaystyle xy}. De andere opties worden op analoge wijze verklaard. Dit is de rode draad die alle definities in de theorie van Conway met elkaar verbindt: ze drukken stuk voor stuk de meest fundamentele orde-eigenschappen die je van getallen, hun relaties en hun bewerkingen mag verwachten. Het verrassende nieuwe inzicht dat Conway brengt is dat deze orde-eigenschappen de volledige structuur van een geordend veld vastleggen. Voor een uitgebreidere discussie van dit punt, zie de literatuurlijst onderaan.

### Eigenschappen van het product
De basiseigenschappen voor de vermenigvuldiging worden op analoge wijze bewezen als die voor de som. Een aantal eigenschappen kunnen bewezen worden als identiteit:
{\displaystyle x0\equiv 0,~x1\equiv x,~xy\equiv yx,~(-x)y\equiv x(-y)\equiv -(xy)}.
Transitieve en associatieve eigenschappen nemen de vorm aan van gelijkheden, maar vormen in het algemeen geen identiteiten:
{\displaystyle (x+y)z=xz+yz,~(xy)z=x(yz)}.
Al deze eigenschappen hebben bewijzen van een regel.
Vervolgens wordt aangetoond dat het product {\displaystyle xy} van twee getallen {\displaystyle x} en {\displaystyle y} wel degelijk zelf aan de definitie van een getal voldoet en dat, als {\displaystyle x_{1}=x_{2}}, ook {\displaystyle x_{1}y=x_{2}y}. De gebruikelijke orde-eigenschappen van het product ten slotte kunnen allemaal herleid worden tot speciale gevallen van de volgende stelling.

#### Stelling
Als {\displaystyle x_{1}\leq x_{2}} en {\displaystyle y_{1}\leq y_{2}}, dan is {\displaystyle x_{1}y_{2}+x_{2}y_{1}\leq x_{1}y_{1}+x_{2}y_{2}}.
Hiermee is alles voorhanden om de conclusie te mogen trekken dat de surreële getallen inderdaad een totaal geordend lichaam/veld vormen, op één cruciaal punt na: er moet nog aangetoond worden dat elk getal {\displaystyle x} een invers getal {\displaystyle 1/x} heeft voor vermenigvuldiging. In Conways boek ONAG wordt uitgelegd dat het aanvankelijk allesbehalve duidelijk was, hoe men een 'genetische' definitie (in termen van klassen {\displaystyle L_{x}} en {\displaystyle R_{x}}) van het product kon geven, en hoe de genetische definitie van {\displaystyle 1/x} nog eens een jaar op zich liet wachten.

## Vakliteratuur
- (en)  J. H. Conway, On Numbers and Games (ONAG), Academic Press 1976
- (en)  J. H. Conway, All games bright and beautiful (AGBB), Amer. Math. Monthly, 84(1977)
- (en)  E. R. Berlekamp, J. H. Conway, R. K. Guy, Winning Ways, Academic Press 1982
- (en)  D. E. Knuth, Surreal Numbers, Addison-Wesley 1974